# FMA IA-58 Pucará
Le FMA IA-58 Pucará est un avion d'attaque au sol conçu et réalisé en Argentine par la Fábrica Militar de Aviones. Son nom se rapporte à des fortifications dans la culture sud-américaine. Il reste très étroitement lié à la guerre des Malouines à laquelle l'avion participa.

## Développement
C'est en août 1966 que les responsables argentins décidèrent de se lancer dans le développement d'un avion de combat destiné à l'attaque au sol et à l'appui aérien rapproché. Le programme fut tout d'abord désigné AX-02 Delfin et devait également déboucher sur une version destinée aux forces aéronavales sous la désignation AX-04. À la suite des premières ébauches un premier prototype non motorisé fut assemblé, et vola en décembre 1967 remorqué par un Fokker F27 militaire.
Finalement le premier vol de l'avion n'intervint qu'en août 1969 avec deux turbopropulseurs américains TPE-331, les machines françaises n'étant pas encore finalisées. Le choix s'était porté sur l'Astazou XVI-G, une version dérivée de la turbine équipant l'hélicoptère Alouette II. Finalement l'avion vola avec ses turbopropulseurs définitifs le 6 septembre 1970.
L'avion fut baptisé Pucará, un mot runa simi ou quechua désignant les murailles de pierres, véritables forts, protégeant les agglomérations des indiens Atacamas, qui vivaient aux alentours du désert du même nom, au nord du Chili et de l'Argentine et au sud-ouest de la Bolivie. 
Le premier exemplaire de série destiné à la Fuerza Aérea Argentina effectué son premier vol le 8 novembre 1974.
L'avion entra en service actif dans la FAA en 1976. Il fallut attendre six ans avant que l'avion ne connaisse pour la première fois l'expérience du combat, aux Malouines.  
Un programme de modernisation a été lancé en 2012 et doit aboutir à la version IA-58H Fénix présentée le 4 octobre 2019 avec le retrait des précédentes versions. Il comprend le remplacement des moteurs Astazou avec hélices tripales par des Pratt & Whitney PT6A-62 avec hélices quadripales, l'amélioration des systèmes de communication, et l'installation de systèmes de reconnaissance et de détection (boule optique/infrarouge, etc.). Le premier vol d'un Pucará remotorisé a eu lieu le 24 novembre 2015, avec l'avion numéro 561. Entre 15 et 20 avions doivent être modernisés, pour une mise en service qui était prévue en 2020 pour 2021, le programme ayant pris du retard faute de budget.  
Le 4 octobre 2019, les Pucará sont retirés du service. 
Trois avions IA-58 Pucará sont autorisés à être modernisés en décembre 2021.

## Engagements

### Guerre des Malouines
Lorsque la guerre des Malouines s'engagea, le Pucará était le principal avion d'arme en Argentine, loin devant les Dagger, Mirage III, et autres Skyhawk. En effet, plus de cent exemplaires de l'avion de conception locale étaient en service. Les 24 Pucará de la III Brigada Aérea stationnés dans les Îles Malouines furent principalement utilisés pour des attaques à la bombe et à la roquette contre les positions britanniques de Port Stanley et de Pebble Island. Ils appuyaient également les troupes terrestres.
Lors de la contre-offensive britannique, les IA-58 devinrent des cibles pour la chasse britannique, et notamment pour les Sea Harrier de la Fleet Air Arm qui, le 1er mai 1982, détruisirent trois de ces avions. Deux semaines plus tard, le 15 mai, les commandos du SAS détruisirent six avions au sol sur le tarmac de Pebble Island. D'autres Pucará furent descendus par la DCA britannique, notamment au moyen de missiles Stinger.
Deux Pucará abattirent un hélicoptère léger Westland Scout appartenant aux Royal Marines qui réalisait une mission de reconnaissance.[réf. nécessaire]. Ce fut la seule victoire argentine air-air confirmée de la guerre.
Finalement l'Argentine avait perdu la guerre, mais son avion avait démontré toutes ses qualités.[réf. nécessaire] Treize avions ont été perdus et onze avions ont été capturés par les Britanniques dont quatre en état de vol. Six avions ont été rapportés au Royaume-Uni. Un y a été évalué par l'A&AEE. Au moins cinq appareils, ou partie d'appareil, sont actuellement exposés dans des musées de Grande-Bretagne.
Après la guerre, plusieurs avions argentins se virent modifiés par l'adjonction de canons de 30 mm en lieu et place des 20 mm d'origine.

### Guerre civile au Sri Lanka
Au cours des années 1990, l'Armée de l'air sri-lankaise utilisa quelques Pucará rachetés d'occasion auprès des Argentins contre les positions rebelles des Tigres tamouls, utilisant entre-autres des bombes incendiaires. Ces avions furent alors considérés comme particulièrement adaptés, cependant trois d'entre eux furent perdus en mission et ils furent retirés du service en 1999.

## Versions
- AX-02 Delfin : Désignation portée par le premier prototype.
- AX-04 : Désignation portée par une version antinavire et anti-sous-marin demeurée sans suite.
- IA-58A Pucará : Désignation portée par la principale version de série.
- IA-58B Pucará : Désignation portée par une version modifiée du IA-58A et produite à quarante exemplaires avec des canons de 30 mm en lieu et place de ceux d'origine.
- IA-58C Pucará : Désignation portée par le prototype d'une version monoplace.
- IA-58D Pucará : Désignation portée par les IA-58B à l'exportation.
- IA-58H Fénix : Désignation pour un programme pouvant aller jusqu’à 15 à 20 appareils en cours de modernisation.

## Utilisateurs
- Argentine
  - Fuerza Aérea Argentina.
- Colombie
  - Fuerza Aérea Colombiana.
- Royaume-Uni
  - Royal Air Force.
- Sri Lanka

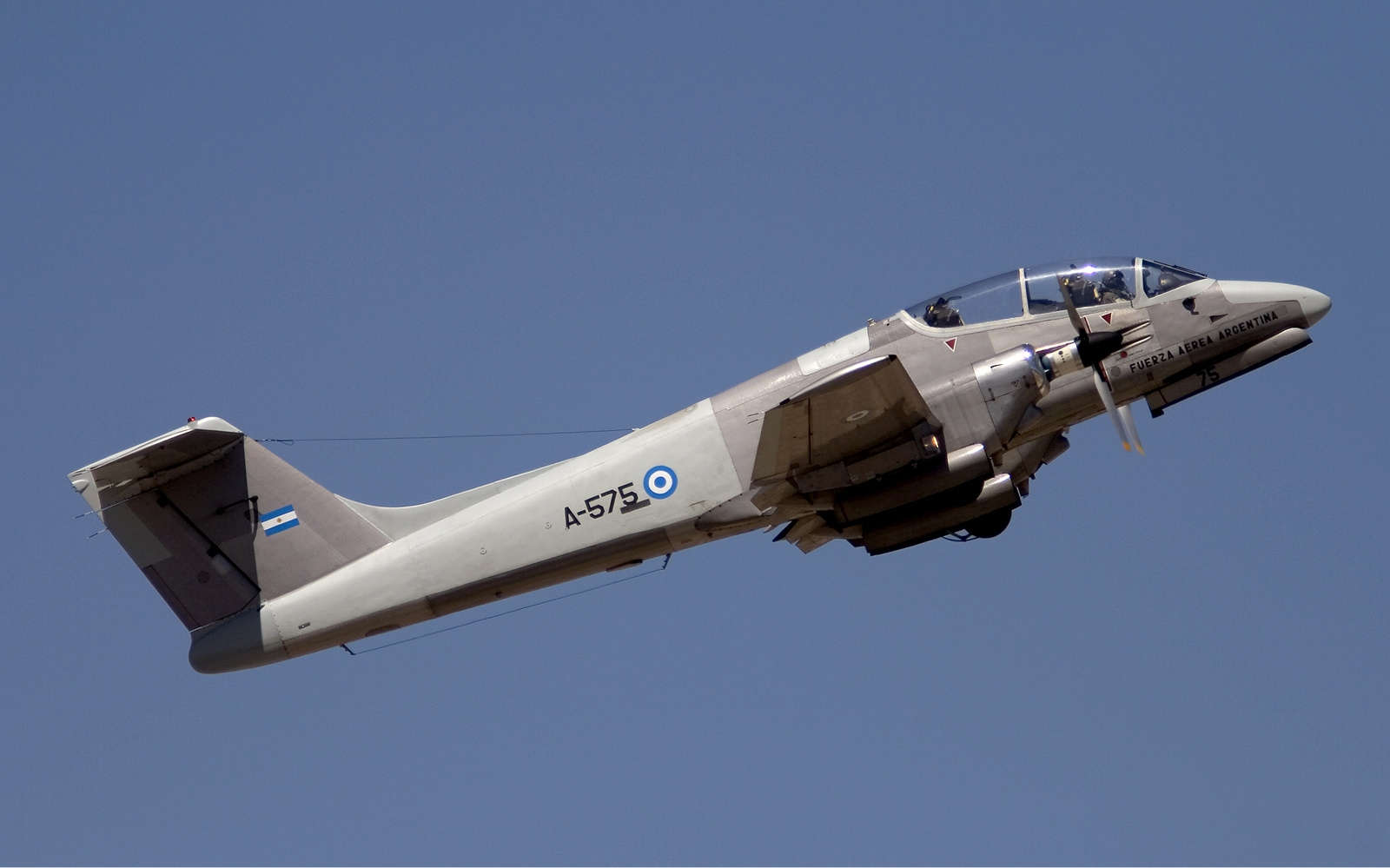
IA-58 Pucará en vol

  - Armée de l'air sri-lankaise (retrait en 1999)
- Uruguay
  - Fuerza Aérea Uruguaya (retrait le 17 mars 2017[8])

## Aéronefs similaires
- Grumman OV-1 Mohawk.
- North American OV-10 Bronco.